# Yuderqui Contreras
Yuderqui  Maridalia Contreras est une haltérophile dominicaine née le 27 mars 1986 à San Pedro de Macorís.
Elle est deux fois médaillée des championnats du monde d'haltérophilie, obtenant la médaille de bronze lors des éditions 2005 et 2010.